# 達米安·羅斯巴赫
達米安·羅斯巴赫是德國的一位足球選手。在場上司職後衛。現效力于德丙球隊羅斯托克。他出身自美因茨的青訓系統。